# 猪井操子
猪井 操子（いい みさこ、1979年11月9日 - ）は、日本のフリーアナウンサー。TCP Artist所属。

## 人物
香川県高松市生まれで、愛媛県松山市育ち。愛媛県立松山東高等学校、神戸大学卒業。
- 2002年4月〜2004年3月、NHK松山放送局契約キャスター。
- 2004年4月〜2008年3月、テレビ大阪契約アナウンサー。
- 2008年4月〜2011年3月、東北放送アナウンサー（有期専門職契約社員アナウンス職）。

ファイナンシャルプランナーの資格を持っている。書道は小学生から現在まで習い続けている。
2010年12月2日に自身が担当するウォッチン!みやぎの中で結婚を発表。相手は東北楽天ゴールデンイーグルスの取材で知り合った日刊スポーツの記者。
2011年3月30日に自身が担当するランチボックス-Lの番組内と社内のブログにて東北放送を3月限りで退社することを発表した。
2012年1月に第一子となる男児を出産。

## 過去の出演番組
NHK松山
- おはよう四国

テレビ大阪
- ビジネス525（レポーター）
- ニュースα
- プロ野球中継・リポーター
  - 全力!!虎中継
  - J SPORTS STADIUM 野球好き（オリックス戦中継、J SPORTS制作）

東北放送
- 火曜日から金曜日の夜9時から10時までTBCアナウンサーが生で喋ってます。略して「カマス」（木・金）
- ロジャー大葉のラジオな気分・月曜、火曜アシスタント
- 童話の散歩道「さくらの丘の上で」(2010年4月、朗読)
- 生きる×2「第277回　ガッタリに夢のせて」(ナレーター、東北放送2009年7月12日、テレビ朝日2009年7月19日、他)
- 宝くじドカーンと1億円スペシャル　～宮城版～(2009年7月9日)
- プロ野球三都物語(2009年3月21日)
- TBCラジオウォーク（2008年11月）
- ラジオドキュメンタリー「響け！ぼくらのきらきら音楽　～自閉症と生きる弦楽合奏団の歩み～」(2008年11月29日、ナレーター担当)
- イブニングニュースTBC(2008年9月、川尻友紀子アナが夏休み中のキャスター担当)
- ウォッチン!みやぎ（スポーツ担当）
- TBCパワフルベースボール・リポーター
- ベガルタ仙台中継・リポーター　2009年の愛媛FC戦でリポートを担当、ベガルタ優勝の瞬間に立ち会った。
- 仙台国際ハーフマラソン大会（2008年-）・優勝インタビュアー
- ピンすぽ！（ナビゲーター）
- 宮城県家庭婦人バレーボール大会決勝・実況
- TBCパワフルベースボール（楽天ホーム戦リポーター）
- ランチボックス-L（2010年4月から9月まで月曜、10月から2011年3月まで水曜を担当）

## エピソード
- フリーアナウンサーの柳瀬若菜とは高校の同級生で、NHK松山放送局でも同期。東北放送でも2年6ヶ月の間、同僚として勤め、共演したラジオ番組で高校時代の話などをしていた。
- 宇宙や天文の話が好きで、他のアナウンサーから宇宙博士と呼ばれることがある。カマスではコスモMISAKOと言うコーナーも持っていた。
- テレビ大阪在籍時、大阪近鉄バファローズの岩隈久志投手が連勝記録を作った試合のヒーローインタビューを担当した。数年後、東北放送の番組で楽天に移った岩隈投手に「あの試合のヒーローインタビューをしたのは私です」と言ったが、「全く覚えていない」と言われた。
- 2010年12月2日の日刊スポーツ東北面に結婚の記事と夫との2ショット写真が大きく掲載された。